# Tallinns botaniska trädgård
Tallinns botaniska trädgård, estniska: Tallinna Botaanikaaed, är den största botaniska trädgården i Estland. Den ligger på Piritaåns norra sida i stadsdelen Kloostrimetsa i östra Tallinn.

## Historia
Trädgården är anlagd på den plats där en gård tillhörande Estlands förste president Konstantin Päts tidigare låg.
Redan under 1860-talet fanns planer på att anlägga en botanisk trädgård i Tallinn, men det var först under Estniska SSR som trädgården grundlades 1961, som en dotterinstitution till Estlands vetenskapsakademi. Under trädgårdens första 20 år byggdes en omfattande växtsamling upp. De systematiska utomhussamlingarna öppnades för allmänheten 1970 och 1971 öppnades även växthusen för besökare.
Trädgårdens ursprungliga forskningsinriktning var utländska arter i en estländsk kontext, som växtförutsättningar och acklimatisering. Från 1970-talet kom forskningen att istället huvudsakligen inriktas på inhemska växtarters användning inom landskapsarkitektur och trädgårdsodling.
Under åren har flera avdelningar tillkommit, som exempelvis Audakulaboratoriet i Viidumäe naturreservat på Ösel (1963) och arboretet i Iru (1973–1994).
Trädgården är sedan 1992 medlem i Association of Baltic Botanic Gardens (ABBG) och sedan 1994 i Botanic Garden Conservation International (BGCI), samt i Network of Botanic Gardens in the Baltic Sea region.
Sedan 1995 är Tallinns stad huvudman för verksamheten.